# Anselm Windhausen
Anselm Windhausen (* 20. April 1882 in Lingen; † 2. April 1932 in Buenos Aires) war ein deutsch-argentinischer Geologe.

## Leben und Wirken
Windhausen ging auf das Gymnasium Josephinum in Hildesheim und studierte Naturwissenschaften und speziell Geologie und Paläontologie in Berlin, München und Göttingen. Zu seinen Lehrern zählten Ferdinand von Richthofen, Wilhelm Conrad Röntgen, Karl Alfred von Zittel, Wilhelm von Branca und Adolf von Koenen. Seine ersten Veröffentlichungen waren über die Einhornhöhle im Harz, wo er an Ausgrabungen beteiligt war. 1907 wurde er in Göttingen promoviert (Die geologischen Verhältnisse der Bergzüge westlich und südwestlich von Hildesheim) und war dann Kustos für Geologie und Paläontologie im Provinzialmuseum in Hannover (heute Niedersächsisches Landesmuseum). 1909 wanderte er nach Argentinien aus, wo er beim Landwirtschaftsministerium als Geologe arbeitete. Er organisierte Mineralienausstellungen für Argentinien auf der Weltausstellung 1910 und auf Industrie- und Handelsmessen in Europa. 1912/13 entdeckte er potentielle Ölfelder in Nord-Patagonien (Plaza Huincul Feld). 1916 untersuchte er die Grenze Jura-Kreide in der Provinz Neuquén in Nord-Patagonien und Fossilien aus dieser Zeit (er führte die Jagüel-Schichten in die Stratigraphie ein). Ab 1919 war er offiziell in der staatlichen Ölexploration (der späteren staatlichen Ölgesellschaft YPF) angestellt, schied aber aufgrund von Meinungsverschiedenheiten über die Aussichten, in Patagonien Öl zu finden, 1923 aus und ging wieder in die Abteilung Bergbau und Geologie. Ab 1926 war er Honorarprofessor an der Universität Córdoba.
Er machte Walther Gothan auf den versteinerten Wald von Jaramillo aufmerksam und forschte mit dem Südafrikaner Alexander Du Toit über gemeinsame geologische Strukturen zwischen Südafrika und Argentinien (Gondwana-Hypothese). 1924 erschien darüber ein Artikel von ihm („Die Geburt Patagoniens“). Im Rahmen der argentinischen geographischen Gesellschaft (GAEA) arbeitete er an der deutschen Meteor-Forschungsreise (Deutsche Atlantische Expedition) mit. Sein zweibändiges Werk über die Geologie von Argentinien gilt als Standardwerk.
Anselm Windhausen wurde 1903 Mitglied der Deutschen Geologischen Gesellschaft und noch im Gründungsjahr 1912 Mitglied der Paläontologischen Gesellschaft.
1920 wurde er argentinischer Staatsbürger. 1922 wurde er Mitglied der Nationalen Akademie der Wissenschaften in Córdoba. 1928 erhielt er die Gustav-Nachtigall-Medaille der Berliner Geographischen Gesellschaft und 1935 postum den nationalen argentinischen Wissenschaftspreis.

## Schriften
- Geología Argentina, 2 Bände, Buenos Aires: Peuser, 1929, 1931
- Contribución al conocimiento geológico de los Territorios del Río Negro y Neuquén, Anales del Ministerio de Agricultura, Sección Geología y Minería, Publicación 10, 1914, S. 1–60
- Líneas generales de la estratigrafía del Neocomiano en la Cordillera Argentina, Academia Nacional de Ciencias,  Córdoba, Boletín 27, 1918, S. 167–320
- The problem of the Cretaceous / Tertiary boundary in South America and the stratigraphic position of the San Jorge Formation in Patagonia. American Journal of Science. Serie 4, Band 45, 1918